# جان آکی-بوا
جان آکی-بوا (انگلیسی: John Akii-Bua؛ ۳ دسامبر ۱۹۴۹ – ۲۰ ژوئن ۱۹۹۷) دونده دو سرعت اهل اوگاندا بود.
از افتخارات وی میتوان به کسب مدال طلا دو ۴۰۰ متر با مانع در بازی‌های المپیک تابستانی ۱۹۷۲ اشاره کرد.